# Alpheus cylindricus
Alpheus cylindricus är en kräftdjursart som beskrevs av Kingsley 1878. Alpheus cylindricus ingår i släktet Alpheus och familjen Alpheidae. Inga underarter finns listade i Catalogue of Life.